# Propebela cancellata
Propebela cancellata é uma espécie de gastrópode do gênero Propebela, pertencente a família Mangeliidae.